# Glycine soja
Glycine soja oder Wilde Sojabohne ist eine einjährige Pflanze in der Familie der Leguminosen. Sie ist die wilde Stammform der kultivierten Sojabohne. Das Öl wird unter anderem für die Herstellung von Kosmetika genutzt.

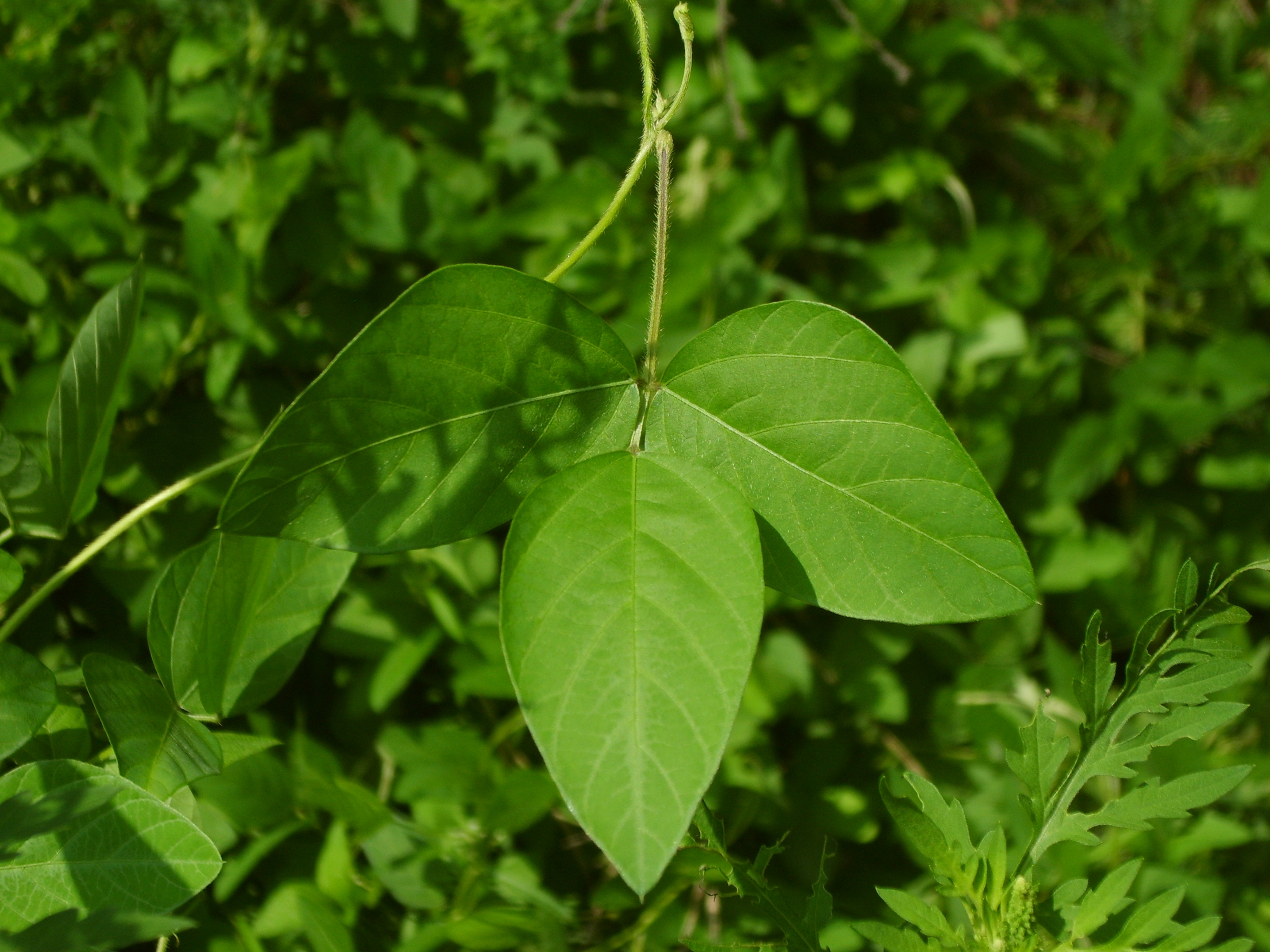
Blatt

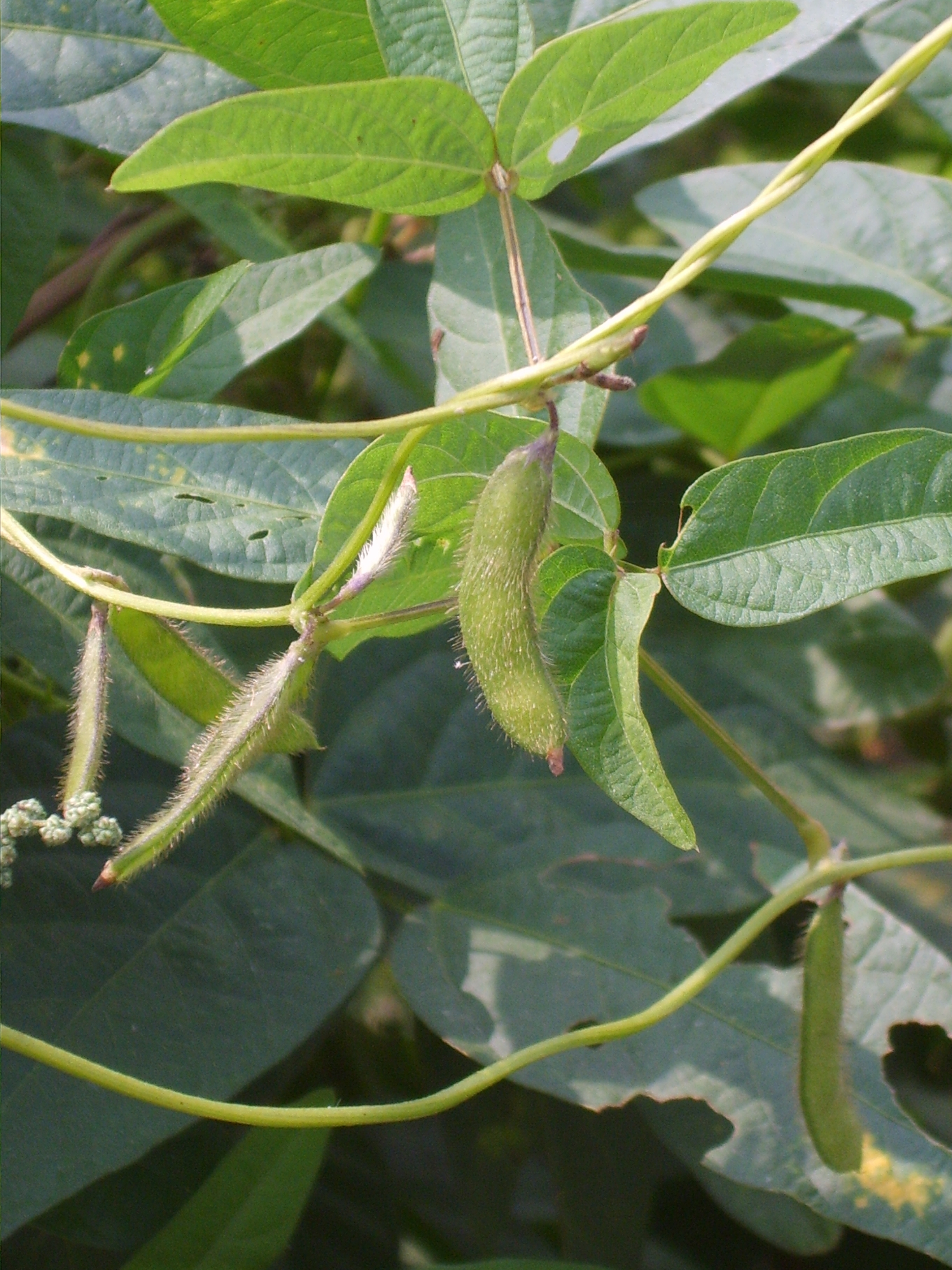
Frucht

## Beschreibung

### Vegetative Merkmale
Glycine soja ist eine einjährige krautige Pflanze mit dünner, ein bis vier Meter langer, rankender, behaarter Sprossachse. Die 14 Zentimeter langen Blätter sind dreiteilig gefiedert. Das terminale Blättchen ist eiförmig rundlich bis eiförmig lanzettlich, die seitlichen Blättchen schief eiförmig lanzettlich. Die Nebenblätter sind 1 bis 2 Millimeter lang, eiförmig-lanzettlich und gelb wollig behaart. 

### Generative Merkmale
Die traubigen Blütenstände sind gewöhnlich kurz, ausnahmsweise bis zu 13 Zentimeter lang, die Tragblätter der Blüten lanzettlich. Die Blüten sitzen im oberen Abschnitt des Blütenstands dicht, sie sind etwa 5 Millimeter lang. Der fünflappige Kelch ist glockenförmig mit dreieckig-lanzettlichen, spitzen Kelchzipfeln, er ist lang und dicht behaart. Die Kronblätter sind purpurrot oder weiß gefärbt. Die typischen Schmetterlingsblüten besitzen eine fast runde Fahne mit schwach ausgerandeter Spitze, schief verkehrt-eiförmige Flügel und ein kurzes, dicht behaartes Schiffchen. Die 17 bis 23 Millimeter lange, längliche Hülsenfrucht ist flach und schwach gebogen, sie ist zwischen den Samen etwas eingeschnürt. Ihre 2 bis 3 Samen sind schwarz bis braun gefärbt, elliptisch und etwas abgeplattet, sie sind 2,5 bis 4 Millimeter lang und 1,8 bis 2,5 Millimeter breit. Glycine soja blüht in China im Juli bis August und fruchtet von August bis Oktober.

## Unterschiede zur Sojabohne
Die Art ist von den Arten der Untergattung Glycine an der einjährigen (nicht ausdauernden) Wuchsform zu unterscheiden. Von der kultivierten Sojabohne Glycine max unterscheiden die kriechende, nicht aufrechte Wuchsform und die kleineren Samen, außerdem sind die Samen bei der Sojabohne meist heller gefärbt. Beide Arten sind überwiegend selbstbestäubend, es kommen aber regelmäßig einige Prozent Fremdbestäubung vor. Beide Arten sind dabei frei miteinander kreuzbar und bilden fertile Nachkommen aus. Die Hybride zwischen beiden steht in ihrer Morphologie meist Glycine soja näher, sicher können diese nur nach der Größe der Samen unterschieden werden: Das Tausendkorngewicht ist bei Glycine soja kleiner als 20 Gramm, bei Glycine max 25,1 bis 30 Gramm, bei der Hybridform 20 bis 25 Gramm. Die Hybridpflanzen kommen spontan und wild vor, bilden aber meist nur kleine und kurzlebige Bestände aus. Sie werden, neben der wilden Glycine soja und der Kultivierten Glycine max als „halb-wilder“ (semi-wild) Typ zusammengefasst. Einige Taxonomen betrachten diese Übergangsform als eigene Art Glycine gracilis Skvortsov (so wird sie zum Beispiel in der Flora of China gefasst).
Die Chromosomenzahl beträgt 2n = 40.

## Areal und Standort
Glycine soja wächst als Unkraut in Kulturland, an Ufern und in Feuchtgebieten, von Meereshöhe bis in 2700 Meter im Gebirge. Sie kommt überall im Westen von China, von Guangdong im Süden bis Heilongjiang im Norden, vor und erreicht im Osten Gansu und Yunnan. Außerdem wächst sie in Korea, in Japan und im Amurgebiet im Süden des russischen Fernen Ostens.

## Taxonomie und Systematik
Glycine soja wurde 1845 von Philipp Franz von Siebold und Joseph Gerhard Zuccarini in Abhandlungen der Mathematisch-Physikalischen Classe der Königlich Bayerischen Akademie der Wissenschaften Band 4 Teil 2, Seite 119 erstbeschrieben.
Die Art gehört in der Gattung Glycine zur Untergattung Soja, die nur die beiden einjährigen Arten Glycine soja und Glycine max umfasst. Die Kultursippe Glycine max, die Sojabohne, wird von einigen Taxonomen als konspezifisch (zur selben Art gehörig) aufgefasst, die Wildart wird dann als Glycine max subsp. soja (Siebold & Zucc.) H.Ohashi bezeichnet. Es existieren zahlreiche Synonyme, darunter Glycine formosana Hosokawa und Glycine ussuriensis Regel & Maack.
Die Domestizierung der Sojabohne aus der Wildart Glycine soja hat vermutlich vor etwa 5000 bis 6000 Jahren stattgefunden, vermutlich im Süden Chinas. Obwohl von der Sojabohne in China bis heute noch zahlreiche Landrassen angebaut werden, ist ihre genetische Diversität, wie bei den meisten Kulturpflanzen, weitaus geringer als diejenige der Wildart. Die Domestizierung wirkte hier vermutlich als genetischer Flaschenhals.